# Niclas Eliasson
Niclas Eliasson (Varberg, 7 de diciembre de 1995) es un futbolista sueco que juega de centrocampista en el AEK Atenas F. C. de la Superliga de Grecia.

## Trayectoria

### Inicios
Eliasson comenzó su carrera deportiva en el Falkenbergs FF en 2013. En 2014 fichó por el AIK Estocolmo, que en 2016 lo cedió al IFK Norrköping, por el que fichó al año siguiente. En 2017 abandonó Suecia para jugar en el Bristol City del EFL Championship.

### Nîmes
En 2020 fichó por el Nîmes Olympique, con el que debutó en la Ligue 1 el 16 de octubre en la derrota por 0-4 frente al Paris Saint-Germain.

## Selección nacional
Eliasson fue internacional sub-17, sub-19 y sub-21 con la selección de fútbol de Suecia.

## Clubes
| Club                    | País       | Año       |
| ----------------------- | ---------- | --------- |
| Falkenbergs FF          | Suecia     | 2013      |
| AIK Estocolmo           | Suecia     | 2014-2016 |
| IFK Norrköping (cedido) | Suecia     | 2016      |
| IFK Norrköping          | Suecia     | 2017      |
| Bristol City F. C.      | Inglaterra | 2017-2020 |
| Nîmes Olympique         | Francia    | 2020-2022 |
| AEK Atenas F. C.        | Grecia     | 2022-     |

## Palmarés

### Campeonatos nacionales
| Título              | Club             | País   | Año  |
| ------------------- | ---------------- | ------ | ---- |
| Superliga de Grecia | AEK Atenas F. C. | Grecia | 2023 |
| Copa de Grecia      | AEK Atenas F. C. | Grecia | 2023 |